# Onychogomphus cacharicus
Onychogomphus cacharicus är en trollsländeart som först beskrevs av Fraser 1924.  Onychogomphus cacharicus ingår i släktet Onychogomphus och familjen flodtrollsländor. IUCN kategoriserar arten globalt som otillräckligt studerad. Inga underarter finns listade i Catalogue of Life.